# Артвін (провінція)
Артві́н (тур. Artvin) — провінція в Туреччині, розташована в Чорноморському регіоні. Столиця — Артвін.
| Туреччина | Це незавершена стаття з географії Туреччини. Ви можете допомогти проєкту, виправивши або дописавши її. |